# Kyjov (district de Hodonín)
Pour les articles homonymes, voir Kyjov.
Kyjov (en allemand : Gaya) est une ville du district de Hodonín, dans la région de Moravie-du-Sud, en République tchèque. Sa population s'élevait à 10 799 habitants en 2024.

## Géographie
Kyjov se trouve à 18 km au nord de Hodonín, à 43 km au sud-est de Brno et à 228 km au sud-est de Prague.
La commune est limitée par Mouchnice et Koryčany au nord, par Čeložnice, Kostelec et Vlkoš à l'est, par Skoronice et Svatobořice-Mistřín au sud, et par Sobůlky, Bukovany, Nechvalín et Lovčice à l'ouest.

## Histoire
La première mention écrite de la localité date de 1126.

## Administration
La commune se compose de quatre sections :
- Bohuslavice
- Boršov
- Kyjov
- Nětčice

## Population
Recensements (*) ou estimations de la population de la commune dans ses limites actuelles :
| 1869* | 1880* | 1890* | 1900* | 1910* | 1921* |
| ----- | ----- | ----- | ----- | ----- | ----- |
| 5 185 | 5 564 | 6 079 | 6 819 | 7 397 | 7 265 |

| 1930* | 1950* | 1961* | 1970*  | 1980*  | 1991*  |
| ----- | ----- | ----- | ------ | ------ | ------ |
| 7 299 | 7 644 | 9 081 | 10 792 | 12 632 | 12 920 |

| 2001*  | 2011*  | 2015   | 2016   | 2017   | 2018   |
| ------ | ------ | ------ | ------ | ------ | ------ |
| 12 413 | 11 462 | 11 505 | 11 405 | 11 368 | 11 295 |

| 2019   | 2020   | 2021*  | 2022   | 2023   | 2024   |
| ------ | ------ | ------ | ------ | ------ | ------ |
| 11 218 | 11 185 | 11 002 | 10 849 | 10 844 | 10 799 |

## Galerie

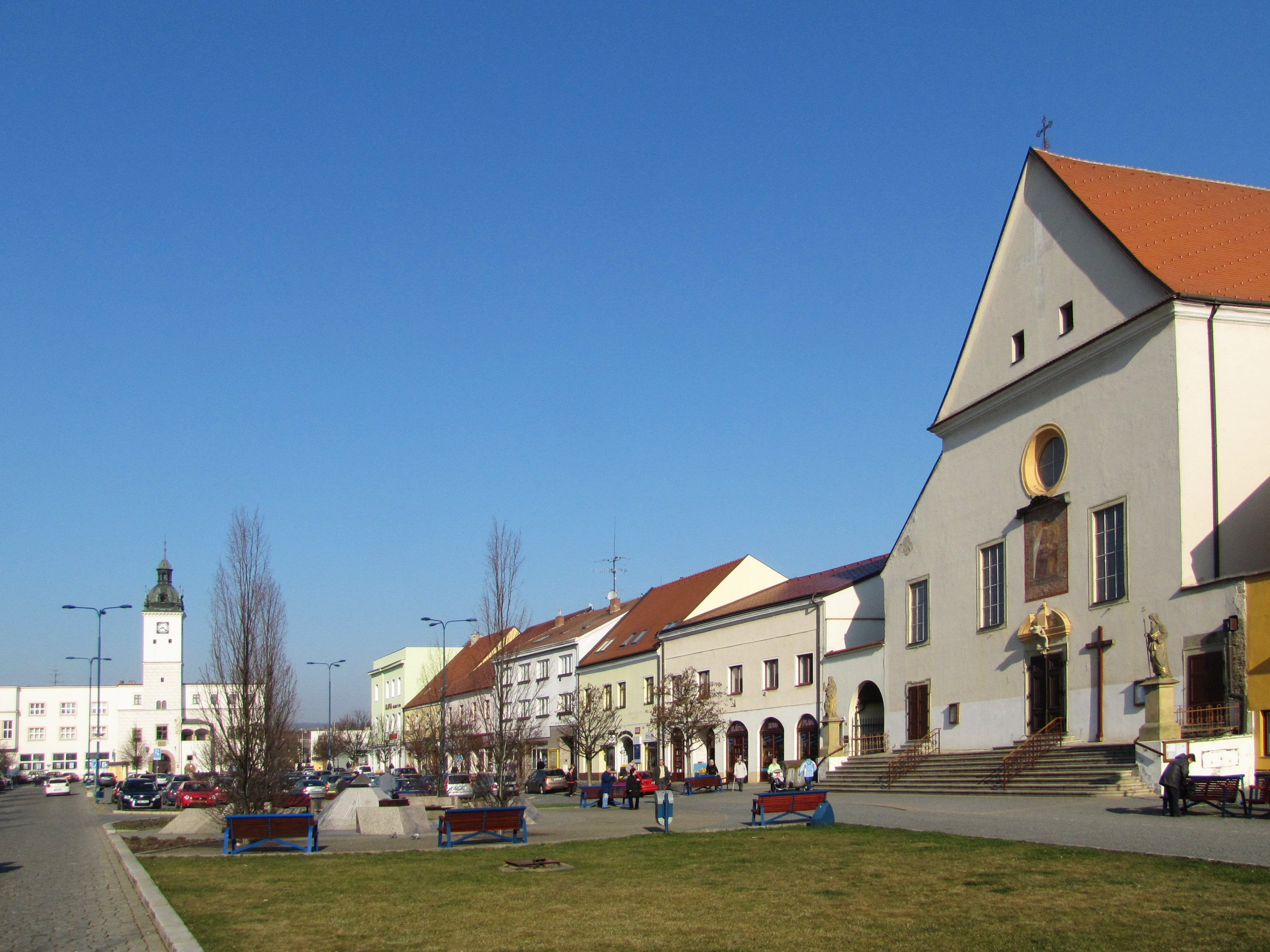
Place Masaryk.
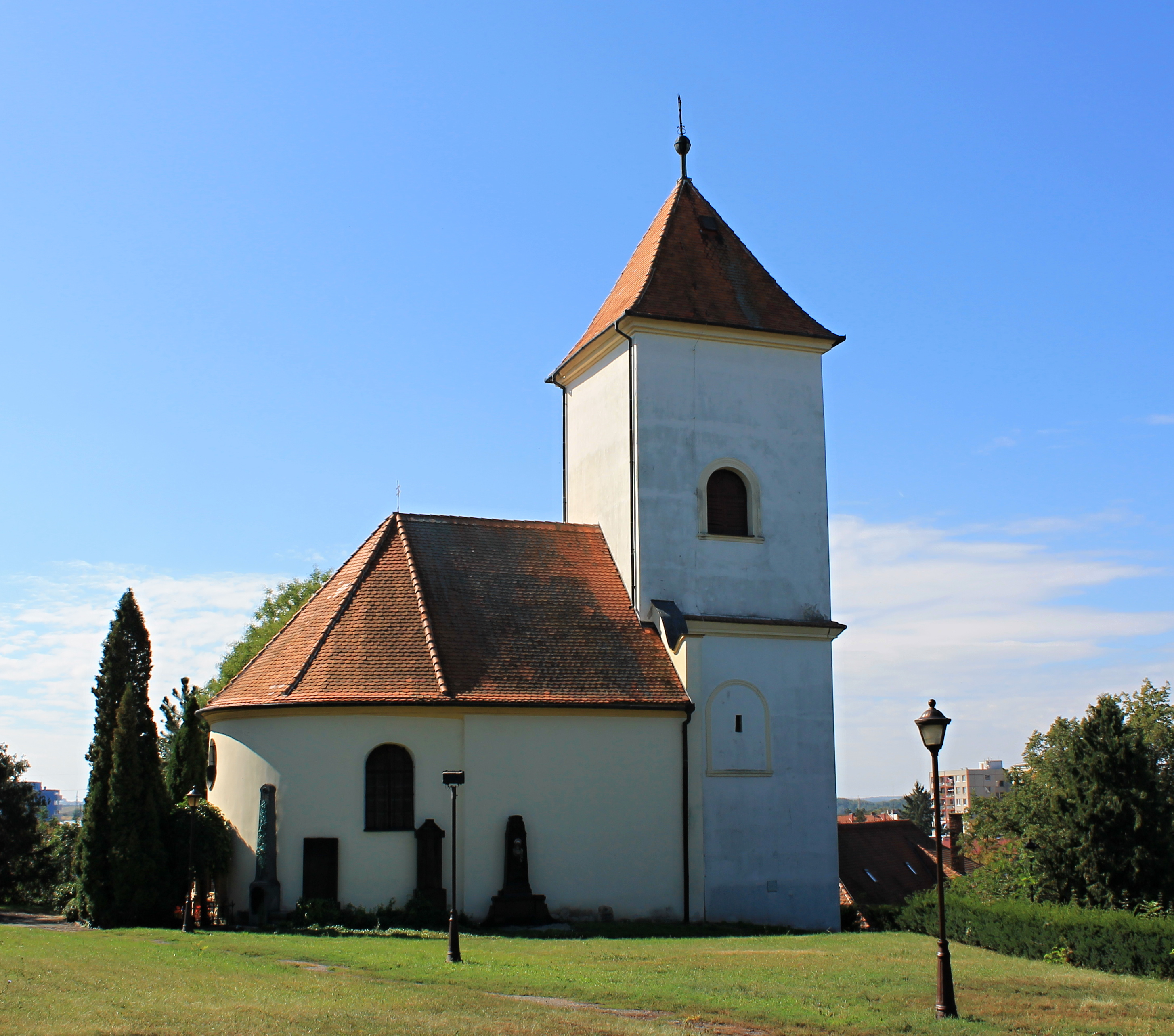
Chapelle Saint-Joseph.

## Transports
Par la route, Kyjov se trouve à 20,3 km de Hodonín, à 52 km de Brno et à 258 km de Prague.

## Personnalités
- Miroslav Tichý (1921-2011), photographe.
- Vladimír Vašíček (1919-2003), peintre abstrait.
- Silvia Saint (1976-), actrice de films pornographique.

## Jumelages
- Yvetot (France)
- Hollabrunn (Autriche)
- Seravezza (Italie)
- Biograd na Moru (Croatie)
- Loutsk (Ukraine)
- Prizren (Kosovo)